# Salvelinus japonicus
Salvelinus japonicus é uma espécie de peixe da família Salmonidae.
É endémica de Japão.